# Fedor Ágnes
Fedor Ágnes (Orosháza, 1909. december 31. – Budapest, 1990. december 24.), születési neve: Fischer Eszter Terézia, második házassága révén: Wesselényi Miklósné, magyar írónő, újságíró, grafikus, szobrász, keramikus, báró Wesselényi Miklós újságíró özvegye.

## Életpályája
Édesapja Fischer Sándor földhaszonbérlő, édesanyja Bauer Ilona. Egy nővére volt.

## Válogatott művei

### Verses és prózai könyvei
- Özvegy menyasszonyok (Gertler Viktor azonos címmel készített filmet 1964-ben: Özvegy menyasszonyok)
- Négy gyerek meg egy oroszlán; rajz Gábor Éva; Aurora, Bp., 1943
- Sárga nárcisz. Egy marék vers. 1939-1945; Magyar Téka, Bp., 1945
- Különös karnevál. Regény; Magyar Téka, Bp., 1947
- Fedor Ágnes–Radó Zsuzsa: Nincs mit felvennem! Az öltözködés illemtana; Magyar Téka, Bp., 1947
- Fedor Ágnes–Tóth Eszter: Béke-mesejátékok. Gyermekszínjátszók és bábosok részére; Országos Béketanács, Bp., 1951
- Állatóvoda; Szépirodalmi, Bp., 1956
- A primadonna feltámadása. Regény; Budapesti Lapnyomda, Bp., 1957 (Vasárnapi regények)
- Fedor Ágnes–Kovács Judit–Osvát Katalin: Vidám illemtan, kezdőknek és haladóknak 12 leckében; Móra, Bp., 1958
- Fedor Ágnes–Kovács Judit–Osvát Katalin: Vidám illemtan, kezdőknek és haladóknak 12 leckében; 2., jav., bőv. kiad.; Móra, Bp., 1965
- Karola és kora. Regény; Szépirodalmi, Bp., 1972
- Három dáma rámában. Kisregények; Szépirodalmi, Bp., 1980
- Életveszélyes nagymamakép; Szépirodalmi, Bp., 1985

## Díjai, elismerései
- MÚOSZ Aranytoll (1983)[2]